# Montferrer
|  | Aquest article tracta sobre el municipi del Vallespir. Vegeu-ne altres significats a «Montferrer (Montferrer i Castellbò)». |

Montferrer ([muɱfə're]), antigament anomenat Mollet i de vegades referit com a Montferrer de Tec, és un poble nord-català de la comarca del Vallespir. Forma part de la comarca natural de l'Alt Vallespir, i està situat entre el massís del Canigó i l'alta vall del riu Tec. Presideix el poble el pic (1.635 m) de la Soca.
El municipi de Montferrer inclou també els veïnats de Manyaques, la Palma, Misèria, Figueres i Galangau.
En un turó que domina el poble es poden veure encara les ruïnes del castell de Mollet, o de Montferrer.

## Etimologia
El nom primigeni del poble i terme era el de Mollet, com consta en tots els documents fins al segle xiii: Molledo (927, 938); més endavant apareix Montferrer, en textos de 1369 i 1378, per exemple. Tanmateix, el nom de Mollet pervisqué: el 1752 encara es parla de S. Maria de Mollet, rectoria de Montferrer. Cal destacar que el poble proper de la Bastida també rebé antigament el nom de Mollet.
Joan Coromines explica que els diversos Mollet existents en els Països Catalans provenen tots d'un col·lectiu en -ētum aplicat al llatí mollis, que voldria dir, en el seu conjunt, terme extens de terres molles, grasses.
Montferrer, d'altra banda, és un terme compost dels noms comuns mont i ferrer, els quals també explica Coromines en el seu Diccionari etimològic i complementari de la llengua catalana. La primer part amb l'ètim Mont/Munt, del llatí mons, montis (muntanya), i la segona amb el de ferrer (el qui treballa en ferro), procedent de ferro, amb el sufix -er, característic els noms d'ofici, del llatí fěrrum (mateix significat). Per tant, el poble de Montferrer significaria la muntanya dels que treballen el ferro, cosa no gens estranya coneguda l'existència propera de mines de ferro molt antigues.

## Geografia

### Localització i característiques generals del terme

Situació de la comuna de Montferrer en el Vallespir

El terme comunal de Montferrer, de 219.500 hectàrees d'extensió, està situat a la zona occidental de la comarca del Vallespir, a l'Alt Vallespir. És íntegrament a l'esquerra del Tec, en els contraforts sud-orientals del Canigó, amb la Soca com a punt més enlairat.
|        | Cortsaví |                         |
|        |          | Arles                   |
| El Tec |          | Sant Llorenç de Cerdans |

### El poble de Montferrer

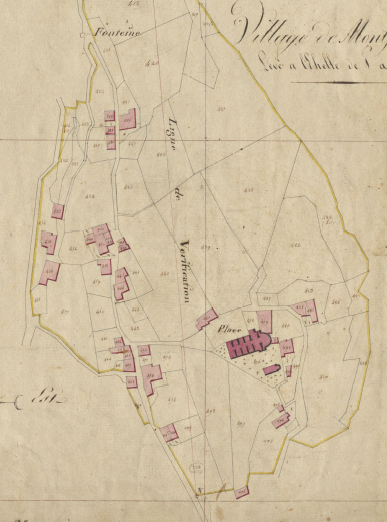
Montferrer en el Cadastre napoleònic del 1812 (Arxius Departamentals dels Pirineus Orientals)

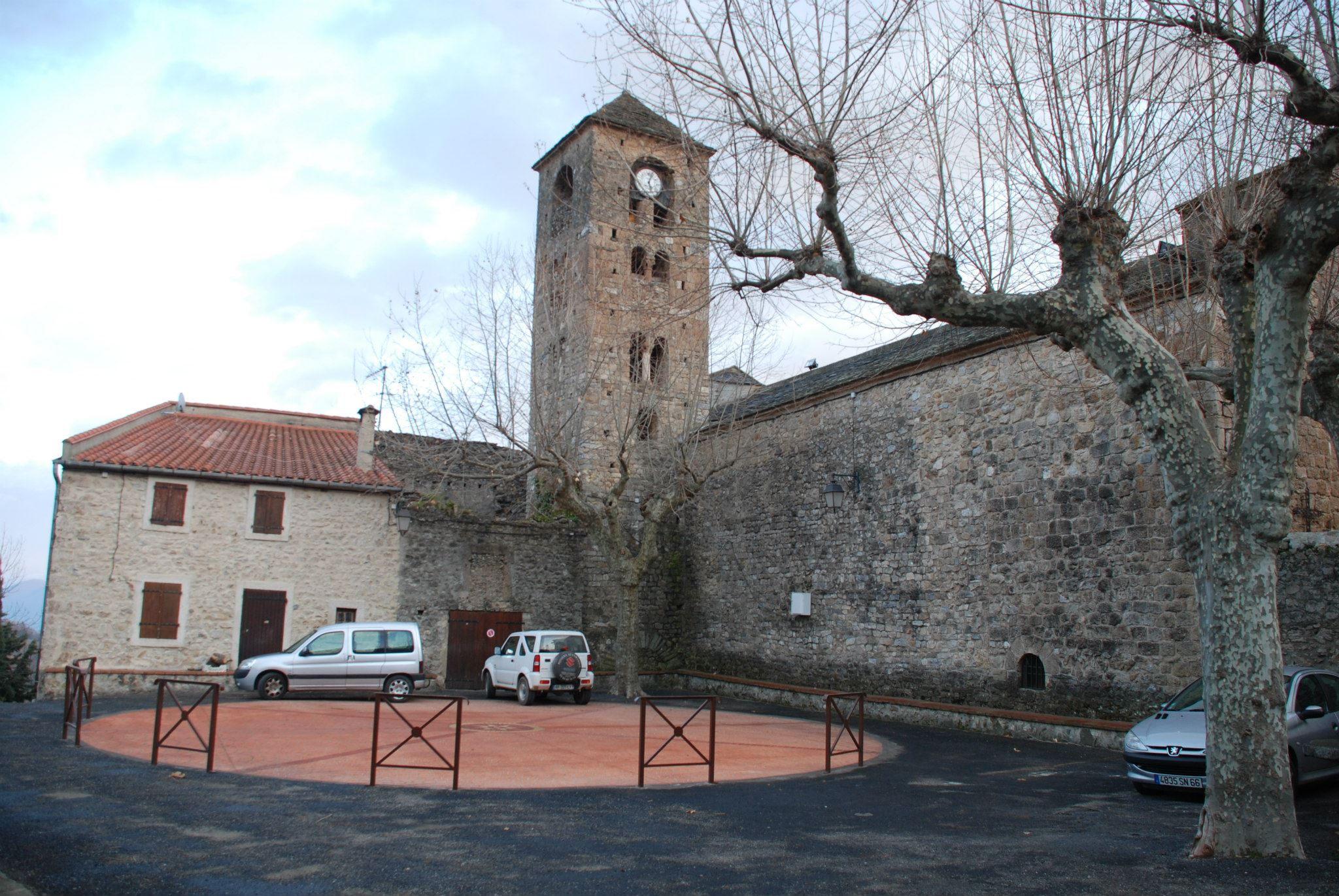
El Barri d'Avall de Montferrer

Montferrer és al centre de la comuna que porta el seu nom, uns 450 metres més enlairat que el Tec, que representa el punt més baix del terme. És en el vessant meridional del Puig de Vilafort i a la dreta del Còrrec de l'Església, damunt d'una de les carenes que davallen de la Soca, muntanya que domina el lloc. És en el vessant de llevant d'un coster que davalla dels 1.000 metres d'altitud als 800 del poble i, continuant avall, als 600 al Còrrec de l'Església.
El poble actual, no gaire agrupat, s'allargassa a l'entorn de la carretera, amb l'església de Santa Maria de Montferrer i el cementiri en el seu extrem oriental, on hi havia hagut la cellera de la qual va néixer Montferrer, actualment anomenada Barri d'Avall. En el cementiri es troba també la capella romànica de Sant Lluc. En el poble hi ha pràcticament un únic carrer, anomenat de la Mutualitat, a part de la carretera que vertebra el nucli de població, mentre que al Barri d'Avall hi ha el carrer que porta el nom del barri, a més del carrer anomenat de la Plaça. La major part de la població, però, viu en masos aïllats.

### Manyaques

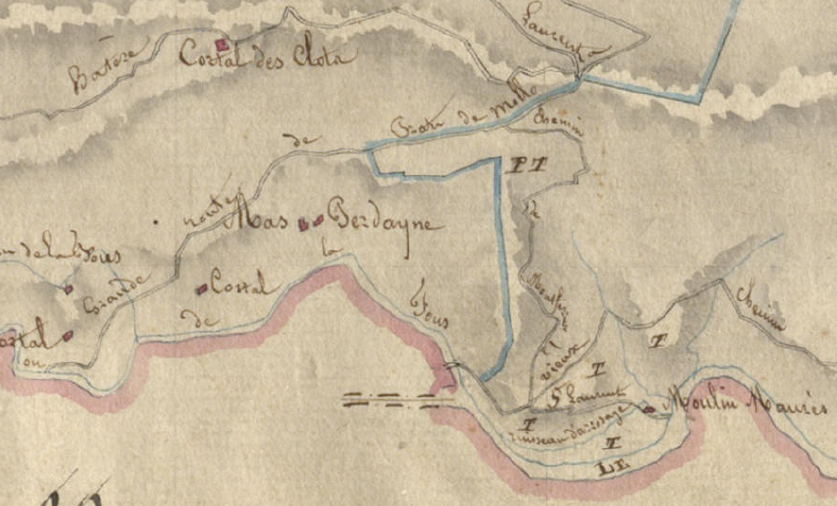
Manyaques en el Cadastre napoleònic del 1812 (ADPO)

Manyaques és un veïnat a cavall dels termes comunals de Montferrer i del Tec; la Ribera de la Fou parteix el veïnat, de manera que al sud-oest del curs d'aigua queda la part del veïnat en terme del Tec, que és la més desenvolupada modernament, mentre que dins del de Montferrer hi ha els masos de Manyaques i de Perdaines, amb el Molí de la Fou i el lloc dels Paradís. És a l'extrem meridional del terme de Montferrer, a l'esquerra del Tec i de la Ribera de la Fou, just al nord-oest d'on el segon desemboca en el primer.
El veïnat de Manyaques apareix clarament definit en el Cadastre napoleònic del 1812.

### La Palma

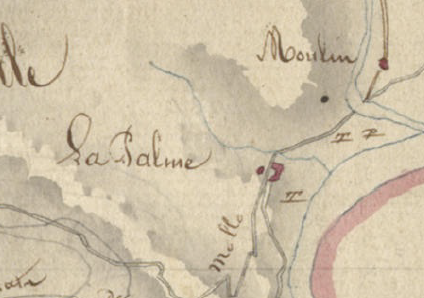
La Palma de Montferrer en el Cadastre napoleònic del 1812 (ADPO)

El veïnat de la Palma, existent ja el 1812 (apareix en el Cadastre napoleònic d'aquell any), és a l'extrem oriental del terme de Montferrer, al peu de la carretera D - 115 (la que serveix d'eix del Vallespir, resseguint el Tec des del Voló fins a Prats de Molló. La mateixa carretera hi fa de carrer únic.
El veïnat de la Palma, malgrat la seva actual configuació ran de carretera, apareix clarament definit en el Cadastre napoleònic del 1812.

### El Veïnat de la Misèria

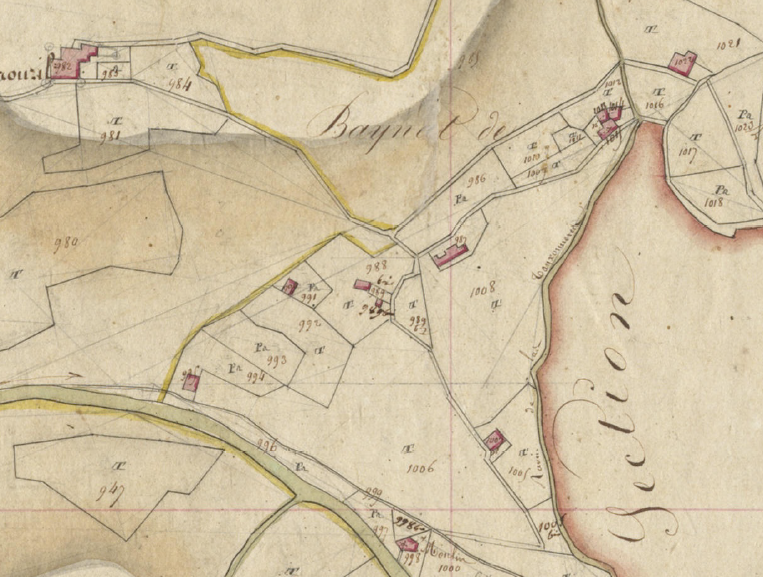
El Veïnat de la Misèria en el Cadastre napoleònic del 1812 (ADPO)

El Veïnat de la Misèria és a la zona meridional i occidental del terme, a prop del límit amb el terme del Tec, dalt de la carena que delimita pel nord la Ribera de la Fou. L'integren, entre d'altres, els masos de Can Lluqueta, Mas Crosils, Mas Pujol, Mas Nadal i Can Llobat, amb la capella de Sant Galderic de Can Llobat, alguns d'ells allunyats de Can Llobat, que es pot considerar el centre del veïnat.
El veïnat de la Misèria també apareix clarament definit en el Cadastre napoleònic del 1812.

### El Veïnat d'en Figueres

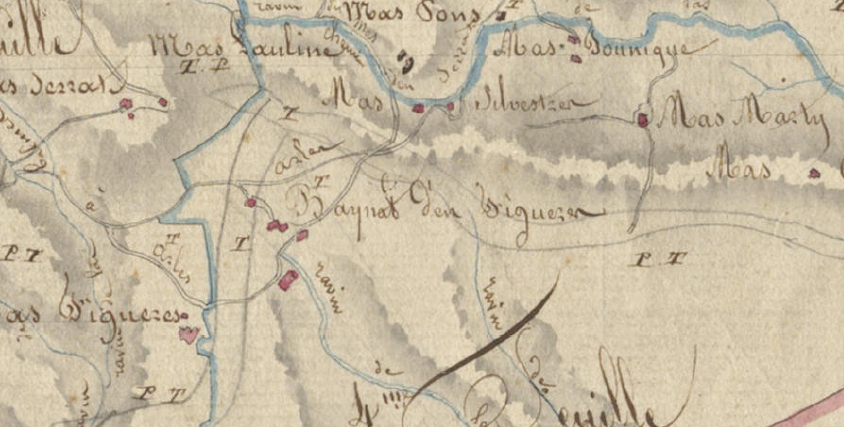
El Veïnat d'en Figueres en el Cadastre napoleònic del 1812 (ADPO)

El Veïnat d'en Figueres és a la zona est del terme, al nord-est del poble de Montferrer i al sud-oest del Veïnat d'en Galangau. Es troba a la capçalera del Còrrec de la Coma de la Font. Entre d'altres, el formen els masos de Figueres, l'Aulina, Joniquer, la Canya, Serrat, Silvestre, Martí, Can Peretes i Can Guisset (alguns d'ells desapareguts).
Com els anteriors, el veïnat d'en Figueres també apareix clarament definit en el Cadastre napoleònic del 1812.

### El Veïnat d'en Galangau

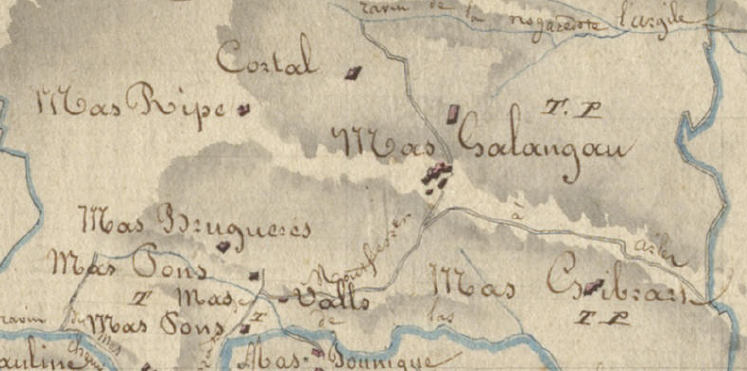
El Veïnat d'en Galangau, de Montferrer, en el Cadastre napoleònic del 1812 (ADPO)

El Veïnat d'en Galangau és a la zona nord-est del terme, al nord-est del poble de Montferrer i del Veïnat d'en Figueres. Està format pels masos de Galangau, Can Rip, dos masos anomenats Can Ponç, Can Pau, Can Valls, Mas Brugueres, la Roca i Can Camp, entre d'altres.
Igualment, el veïnat d'en Galangau també apareix clarament definit en el Cadastre napoleònic del 1812.

### Els masos de Montferrer
El terme comunal de Montferrer, sense un nucli urbà gaire consistent, està format per un gran nombre de masos dispersos pel terme, alguns d'ells agrupats en veïnats, com s'ha vist anteriorment.
En l'actualitat a Montferrer es troben els masos de les Abadies, l'Aulina, o Mas de l'Aulina, la Boixeda Nova, la Boixeda Vella, Ca la Caterina, abans Molí d'en Roca, Ca l'Andrau, Ca l'Ardit, o Mas de les Queres, Ca l'Arnau, Cal Carat, o Mas Carats, Cal Penjat, Can Bac, o Can Bac de Ridaula, abans Mas d'en Bac, Can Bac de la Rua, Can Barraca, abans Mas Lloansí, Can Botes, Can Casat Nou, Can Casat Vell, Can Doble, Can Falguera, abans Mas Falguera, Can Figueres del Clot del Castell, antigament simplement Can Figueres, Can Galangau, o Mas d'en Galangau, Can Gallard de Baix, Can Gallard de Dalt, Can Gibrat, Can Guisset Nou, Can Guisset Vell, Can Llobat, Can Lluqueta, Can Lluqueta d'en Baptista, Can o Mas Meler, Can Mateu, o abans Can Xatard, Can o Mas Nadal, Can Noell, abans Can Fort, Can Noi, Can Patllari, abans Mas Patllari, Can Pau, abans Mas d'en Tonica, Can Pei, abans Mas d'en Pei, Can Peretes, abans Mas Martí, Can Pericot, abans Mas Figueres, Can Ponç, abans Mas Brunyares, Can Pujol, o el Pujol, abans Mas Pujol, Can Queló, Can Rabanya, Can Ripa, o Can Ripa de Dalt, Can Ripa de Baix, Can Rotllac, Can Serrat, Can Sunyer, abans Can Saquer, Can Taupa, Can Torre, Can Valls, Can Vellanosa, abans Mas Vellanosa, Can Xita, la Canya, la Casa de la Creu, la Casa Nova, la Casota, el Castell de Montferrer, o les Cases del Castell, les Clotes, abans Cortal dels Clots o d'en Bac, el Coll de Favar, abans Mas Llença, el Comal, abans Mas Comals, el Cortal de Can Gallard, el Cortal de les Queres, el Cortal de Can Meler, el Cortal de la Canaleta, el Cortal de la Casada, abans d'en Ponç, el Cortal de l'Eró, el Cortal del Pla del Bac, el Cortal del Roure, el Cortal del Solà, el Cortal del Valls, el Cortal del Vedeller, dos Cortal de Maurès, en llocs diferents, el Cortal d'en Bac, el Cortal d'en Matillo, el Cortal d'en Meler, el Cortal d'en Pei, el Cortal d'en Pradaines, el Cortal d'en Plaça, el Cortal d'en Queraut, les Espradaines, els Espots, l'Illa, o Mas de l'Illa, la Jaguda, abans Cortal del Noi, el Lleguer, o Mas Lleguer, Madaloc, o Mas de Madaloc, el Mas Badia, el Mas de la Clota, el Mas de l'Andrau, o Cortal de l'Avellanosa, el Mas del Bosc, Maurès, o Mas de Maurès, Miralles, o Mas Miralles, abans Mas del Peirer, el Molí de Can Nadal, el Molí de la Fou, o Cal Perdut, el Molí de Maurès, el Molí d'en Galangau, la Noguereda, abans Mas de Noguereda, l'Oliveda, abans Mas Galangau, l'Oliver, la Palma, o Mas de la Palma, les Paradis, el Perer, abans Can Pericot, el cortal anomenat Pla Carbó, Puig Segaler, o Mas de les Balmes, Queraut, abans Mas Queraut, la Riera, o Mas Riera, la Roca, o Mas de la Roca, abans Castell de la Roca, el Roure, abans Mas del Roure, la Sesta, o Mas d'en Sesta, el Simon, abans Mas Crosils, Sobrequers, o Mas Sobrequers, el Solà, o Mas del Solà, el Solà de Maurès, la Solana, la Teuleria de l'Escofet, la Teuleria de Maurès i el Triangle.
Altres edificacions rellevants són la Capella de Madaloc, el calvari anomenat la Creu, sis oratoris: el de Mas Serrat, el de la Roca, el del Grau de les Bèsties, el de Sant Ferriol, el de Sant Galderic i el de Sant Isidre.
Algunes són en ruïnes, com la Cabola, o Cortal de la Cabola, el Mas de la Barda, o la Barda, abans Can Pericot, la Torre de Cos i la Torre; d'altres són ja noms antics, en desús: Can Costa, o Can Rossí, Can Fort, un altre Can Meler, un altre Can Mateu, Can Roca, el Cortal del Ponç, el Cortal del Quelonet, el Cortal d'en Galangau, el Cortal d'en Pericot, el Mas del Boix, el Mas d'en Ponç, el Mas d'en Valls, el Mas Falgueret, el Mas Roca, el Mas Silvestre, el Mas Sorts, el Molí Roca Martí i Vilacrosa.

### Hidrònims

#### Els cursos d'aigua
El terme de Montferrer s'articula a l'entorn de quatre conques locals, totes elles subsidiàries, directament o indirecta, del Tec. Al nord del terme, el Còrrec de Madaloc, que deriva cap al nord-est per tal d'entrar en terme de Cortsaví i afluir en el Còrrec del Pas de l'Avet, que és el que forma les Gorges de la Fou. A l'est, un conjunt de còrrecs que aflueixen directament en el Tec, la major part dins del veí terme d'Arles, i al sud-oest i oest, la Ribera de la Fou que, curiosament, no és el de les Gorges de la Fou, però que té paratges engorjats en més d'un punt del seu recorregut.
El Còrrec de Madaloc es forma en el vessant oriental de la Soca, i en part del seu recorregut és fronterer entre Montferrer i Cortsaví, abans d'entrar directament en el terme de Cortsaví. El forma el Còrrec de la Font del Metge, i al cap de poc se li ajunta el Còrrec del Vedeller, que hi aporta els còrrecs d'en Pei, de la Malta i el Puig de Vilafort; poc després s'hi van afegint successivament el Riu Fort, o Còrrec del Riu Fort, i, ja dins de Cortsaví, els còrrecs del Puget de Sant Joan, de l'Aigual Rodon, de la Jaguda, de les Guilles, del Segler, del Torn i de Roca Corba. Un cop ja com a Còrrec del Pas de l'Avet, en tot el seu darrer tram també és limítrof entre Montferrer i Cortsaví; és on hi ha les Gorges de la Fou, dins de les quals rep els còrrecs de l'Escatiró i de Can Pei (aquest darrer, continuació de l'anterior).
Els còrrecs de Montferrer que aflueixen directament en el Tec són el de la Pedramala, el de la Barda, amb els còrrecs del Bosc de l'Ase, de la Font d'en Tibau, o d'en Ribau, de la Riba i de les Balmes, el de les Aumedes, o Omedes, el de l'Eixart, el de la Coma del Forn, o de la Font, amb el de les Brugueres, i el de la Noguereda, amb els còrrecs de l'Argila i de l'Escatiró (un altre amb el mateix nom de l'anterior).
A la part central del terme discorre el Còrrec de les Fontaines, al qual s'uneix al sud-est del poble de Montferrer el Còrrec de l'Església. El primer és continuació del Còrrec de Ridaula, o de la Ridaula, que també aporta el Còrrec de Can Torre, i, al límit oriental del terme rep el Còrrec del Poll. Abans, però, ha rebut per l'esquerra el Còrrec de l'Església, que té un llarg recorregut des de sota mateix, al sud, del Puig de Vilafort. Aquest còrrec rep l'afluència dels còrrecs de Vilafort, de la Clota, de la Font de les Balmes, de la Font del Saule, del Clot de la Sesta, de la Noguereda (diferent de l'anterior), de les Abadies i del Solà.
Ja a la zona meridional i occidental del terme, la Ribera, o Còrrec, de la Fou, de molt llarg recorregut, es forma en el vessant sud-oest de la Soca, i té el curs de nord-oest a sud-est, igual que el Còrrec de les Fontaines, amb el qual és paral·lel. La seva capçalera és el Còrrec del Reart, o de la Barda (segons els mapes) que reuneix les aportacions dels còrrecs del Capellà, de Miralles, de la Barda (diferent de l'anterior), de la Cabola, de les Torres d'en Costa, o d'en Sesta, de Monells i dels Cabirons, a partir del qual es considera ja formada la Ribera de la Fou. Després rep les afluències del Còrrec del Bac de la Rua, de Rotllac, del Coll del Pi, de la Canaleta, de Font Mala, de la Font Viera, abans de la Font Lliera, de la Vernosa, de Puig Rodon, de la Torre, del Comall de Sobrequers, de la Solana, de l'Oliver i de les Teixoneres.

### Orònims

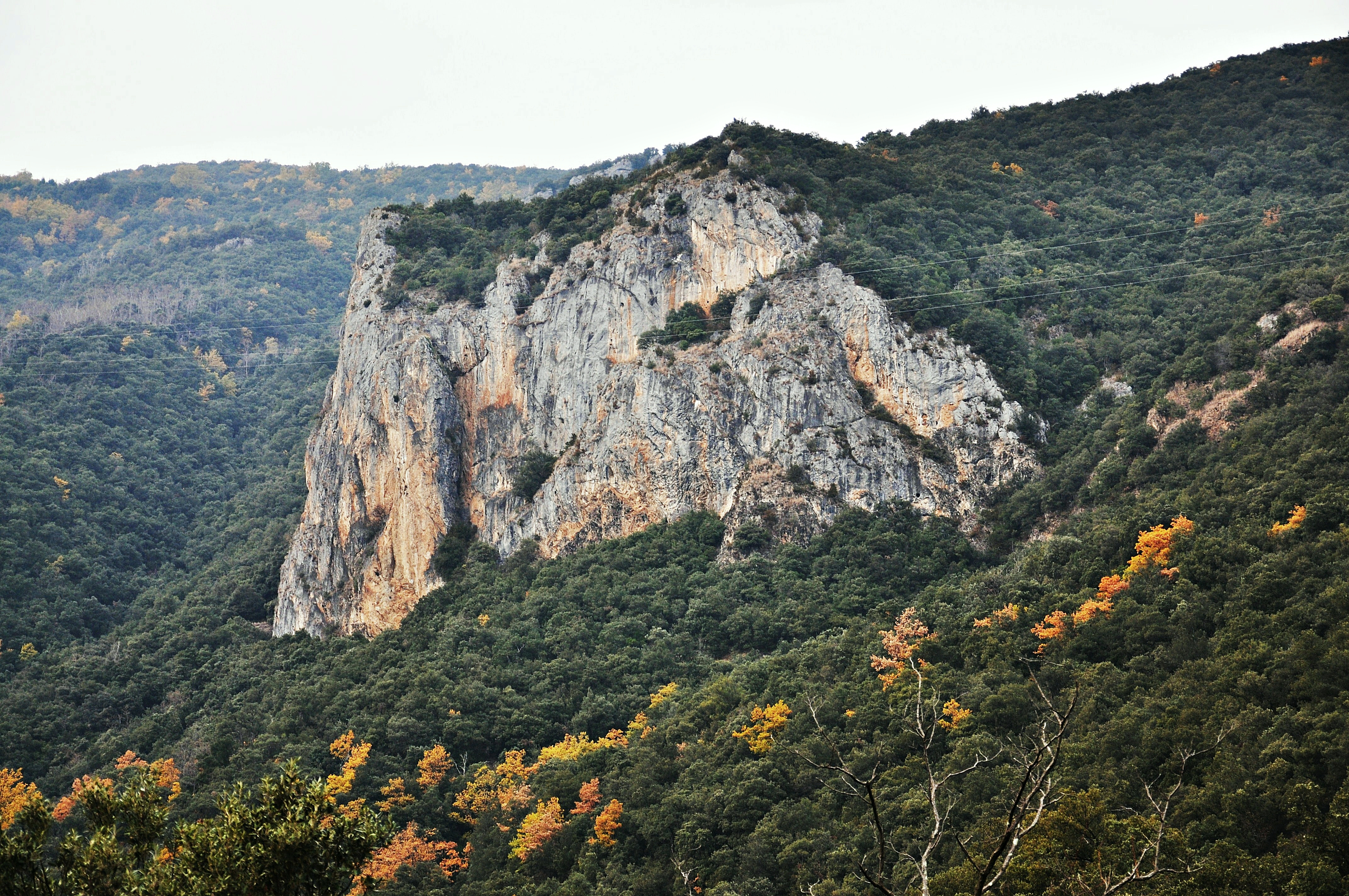
Roc a llevant de Montferrer

### Evolució de la població

Població 1962-2008

## Administració i política

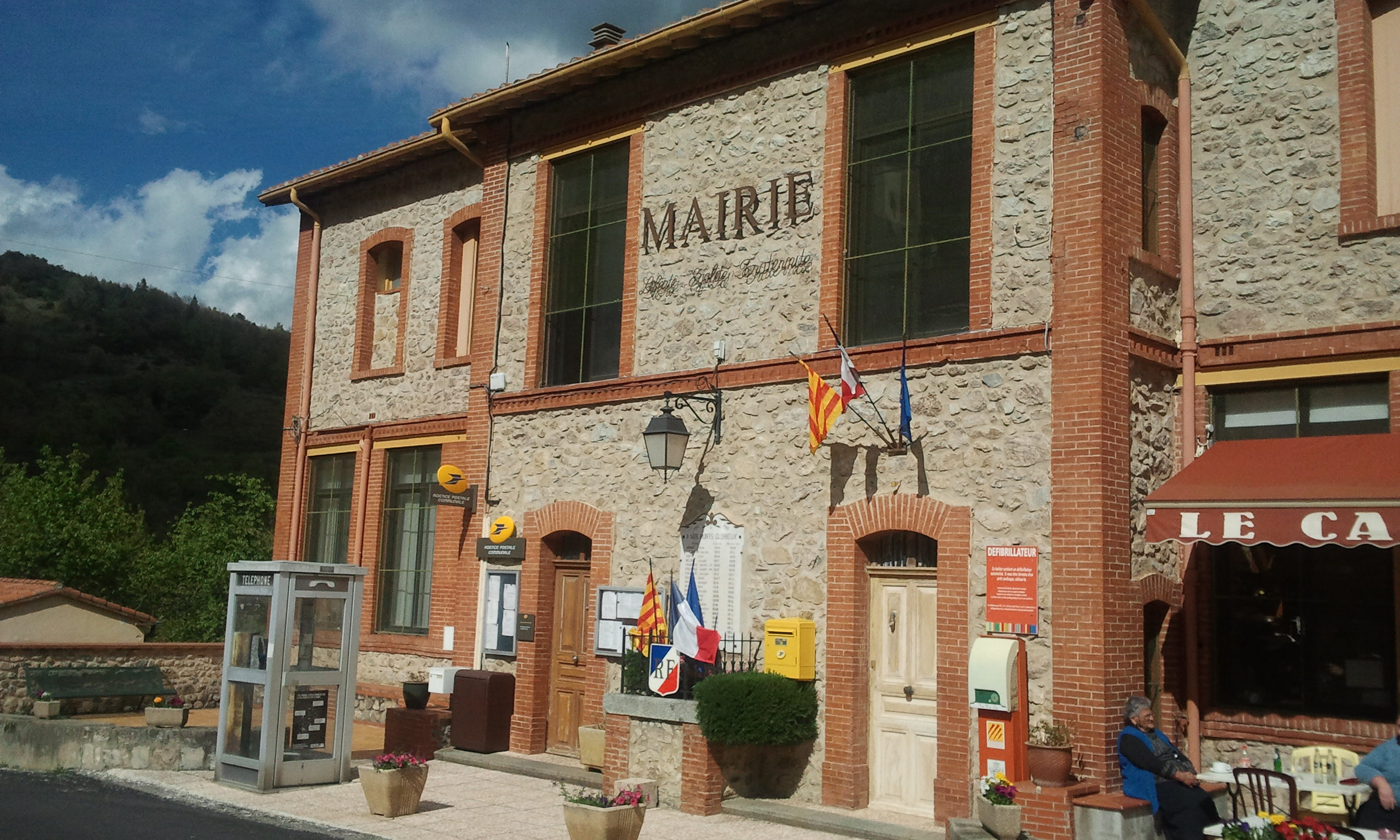
La Casa del Comú de Montferrer

### Adscripció cantonal

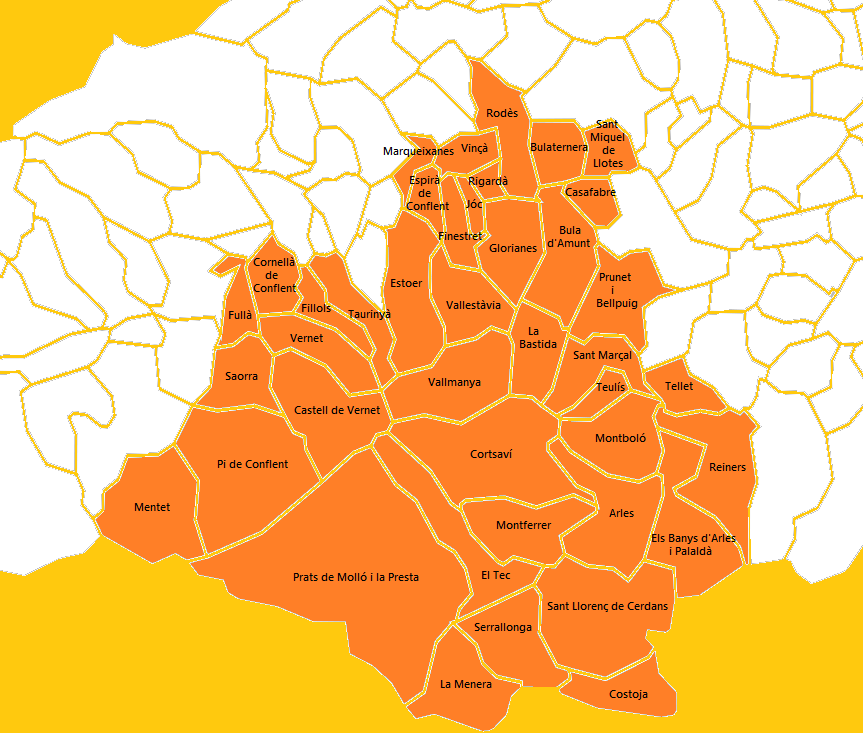
Mapa del Cantó del Canigó